# Mammiferi velenosi
Per mammiferi velenosi s'intendono quei mammiferi in grado di produrre sostanze tossiche, utilizzate poi per mettere fuori combattimento eventuali predatori o per paralizzare le prede.

## L'evoluzione del veleno
Si pensa che un tempo la presenza di mammiferi velenosi fosse una cosa tutt'altro che rara: lo studio dei denti di alcuni piccoli mammiferi vissuti circa 60 milioni di anni fa (Bisonalveus browni ed un altro mammifero non classificato simile a un toporagno) ha rivelato della scanalature presenti nei canini che si ipotizza servissero a far scorrere il veleno nel corpo della vittima durante il morso, anche se la presenza di canali dentali non è obbligatoriamente indice di velenosità (scanalature dentali sono presenti anche nei primati, nei coati e nei megachirotteri). I mammiferi velenosi attualmente esistenti sono molto pochi; infatti la proprietà di secernere sostanze tossiche è appannaggio tipico di molti invertebrati o degli altri vertebrati (si pensi ai serpenti, alle rane del genere Dendrobates, ai pesci pietra, o addirittura agli uccelli velenosi come i pitohui e l'ifrita della Nuova Guinea). La rarità della velenosità nei mammiferi attuali è stata spiegata ipotizzando che le loro capacità intellettive li rendano in grado di difendersi e/o predare senza dover ricorrere all'uso di apparati veleniferi costosi in termini energetici.

## I mammiferi velenosi attuali

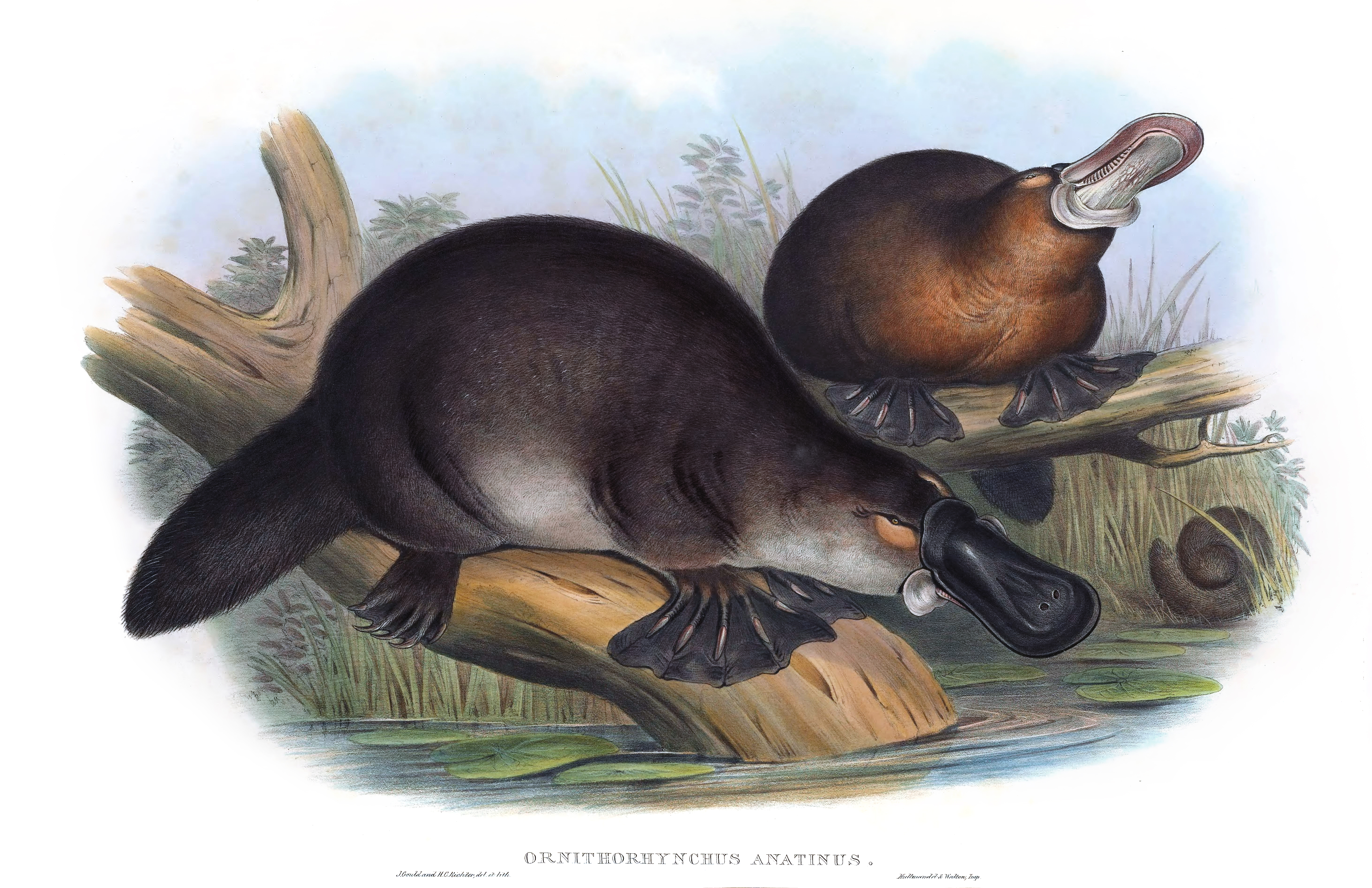
L'ornitorinco, una specie di mammifero velenoso

Di seguito è riportata una lista di mammiferi moderni in grado di produrre sostanze velenose.
- Atopogale cubana (solenodonte cubano) - morso velenoso
- Blarina brevicauda (blarina settentrionale) - morso velenoso
- Blarina carolinensis (blarina meridionale) - morso velenoso
- Blarina hylophaga (blarina di Elliott) - morso velenoso
- Ictonyx striatus (zorilla striata) - secerne un fluido tossico e maleodorante dalle ghiandole anali
- Mephitidae (moffette) - secernono un fluido tossico e maleodorante dalle ghiandole anali
- Neomys fodiens (toporagno d'acqua europeo) - morso velenoso
- Nycticebus coucang (lori lento) - ghiandole all'interno del gomito che secernono tossine che l'animale spalma sulla bocca e sui cuccioli, così da avere un morso velenoso.
- Ornithorhynchus anatinus (ornitorinco) - sperone velenifero sui tarsi posteriori dei maschi.
- Manis (pangolini) - secernono un fluido tossico e maleodorante dalle ghiandole anali
- Solenodon paradoxus (solenodonte di Haiti) - morso velenoso